# Палоло
Пало́ло — общее наименование многощетинковых червей из семейств Eunicidae и Nereidae. В узком смысле — название отделившихся эпитокных частей их тел. Живут в расщелинах коралловых рифов. Взрослые особи — до 45 см в длину и при рассмотрении под водой напоминают спагетти.

## Разновидности
Черви «палоло» представлены тремя видами:
- лат. Eunice viridis — обитает в тропических водах Тихого океана (Индонезия, Вануату, Фиджи, Самоа).
- лат. Eunice fucata — атлантический вид, распространён возле Антильских островов.
- лат. Ceratocephale osawai — тихоокеанский вид, обитает у берегов Японии.

## Жизненный цикл
Палоло периодически массами появляется в некоторых местах в океане, который в это время буквально кишит ими. Так, атлантический палоло (Eunice fucata), за три дня до последней четверти луны, в июне-июле, массово всплывает на поверхность моря около Флориды и близлежащих островов. Задние сегменты таких червей устроены несколько иначе, чем передние и именно в задних развиваются половые продукты (молоки и икра), удаляемые через сегментальные органы (Mayer, 1900). В Тихом океане около островов Самоа и Фиджи массами встречается за день до последней четверти луны (убывающая луна), в октябре-ноябре другой червь (Eunice viridis), причём появляются на поверхности не целые особи, а оторвавшиеся задние сегменты, отличные от передних и наполненные половыми продуктами. Половые продукты выводятся из этих обрывков при этом тоже через сегментальные органы. Японский вид (Ceratocephale osawai), в отличие от остальных палоло, отбрасывает переднюю часть, которая и устремляется к поверхности.
В дальнейшем утраченные части тела восстанавливаются.
Относительно причин столь периодичного появления палоло на поверхности высказывались различные предположения. Говорили даже о причинах космического характера (влияние положения Луны относительно Земли), но удовлетворительного объяснения этого явления до сих пор не имеется.
Всплывающие палоло служат ценным кормом для рыб, ракообразных и птиц.

## Палоло в культуре
Коренное население в различных частях Тихого океана — включая Вануату и Самоа — использует репродуктивные части палоло как источник пищи (подобно тому, как население Евразии — икру и молоки некоторых видов рыб). Во время их непродолжительного ежегодного появления при последней четверти луны в октябре-ноябре, черви с энтузиазмом вылавливаются сетями: их едят как сырыми, так и готовят разнообразными способами, заготавливают впрок. Это событие настолько важно для жителей Торреса и других коралловых островов Вануату, что оно указано в их лунном календаре.
В повести Игоря Забелина «В погоне за ихтиозаврами» (1957), описывается роение палоло, и их ежегодный вылов жителями атолла Тикехау (атолл Крузенштерна).